# 牟礼の里公園
牟礼の里公園（むれのさとこうえん）は、東京都三鷹市牟礼3丁目にある三鷹市立の都市公園。交通:京王井の頭線三鷹台駅より。
牟礼の里は、この地域一帯の良好な農空間でふるさと景観を保全·活用し、その中で農業体験や農空間の体験のできる環境づくりを目指している。この中で牟礼の里公園は、この良好な現況を活かし牟礼の里のエントランスとなる空間を創出している。公園づくりのコンセプトは、「生活の原風景の再現となる農家の庭先的空間づくり」、「良好な環境を活かした五感で体感する公園づくり」、「良好な植生資源の保全·活用」という3つの考えに立脚している。設計はL.A.U.都市施設研究所、施工:東和植物園。規模: 0.58ha。総工費: 1億8千万円。工期: 1994年9月から1995年3月。三鷹市緑と水の回遊ルートにおける重要拠点のひとつである。
緑と水の回遊ルート整備計画は、三鷹市が将来かくありたいと願う「緑と水の公園都市」のイメージを実現していくために、土台となる公園的な空間の骨格を形成するものである。21世紀へ向けて、施策の体系的な展開を図ろうという実践的な計画である。緑やその他の景観資源、公共施設の配置状況や市民の生活道路としての利便性をふまえながらさまざまな拠点すべてを組み込んだ全市的な回遊ルート網を設定するものである。